# Mariano Guadalupe Vallejo

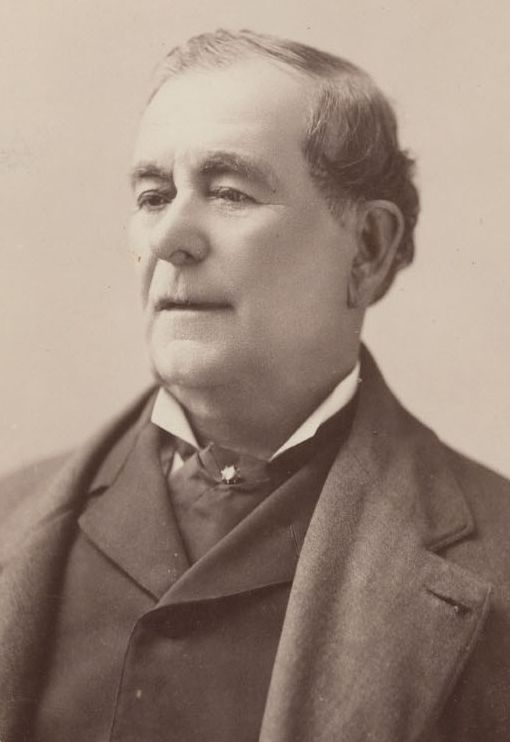
Mariano Guadalupe Vallejo in de vroege jaren 1880

Mariano Guadalupe Vallejo (Monterey, 4 juli 1807 – Sonoma, 18 januari 1890) was een Californio militair, politicus en rancher. 

## Biografie
Vallejo kwam uit een rijke Spaanse familie in Monterey. Hij was soldaat wanneer Mexico Alta California overnam van Spanje in 1826. Vallejo steunde de Californio's in hun verzet tegen het Mexicaanse gezag. In 1829 leidde hij een militaire missie tegen de Miwok-indianen en in 1831 werd hij aangesteld als commandant van het presidio van San Francisco. In 1835 werd hij gepromoveerd tot de hoogste militaire positie in Noord-Californië. In opdracht van gouverneur José Figueroa tekende hij een pueblo uit in de San Francisco Solano-missie, als dam tegen verdere Russische inmenging vanaf Fort Ross. Als beloning kreeg Vallejo een landgoed in de Petaluma-vallei. Met die ranch en zijn militaire status was Vallejo een van de rijkste en meest invloedrijke mensen in het Californië van toen.
In 1841 misliep Vallejo de kans om de Russische nederzettingen in Bodega en Fort Ross te kopen. John Sutter kocht ze; wat Vallejo ervan overtuigde dat Californië beter bestuurd zou worden door de Verenigde Staten dan door Mexico. In 1846 werd de pueblo van Sonoma aangevallen door kolonisten en werd Vallejo gearresteerd. De Bear Flag werd al gauw in heel Californië gehesen. De nieuwe bestuurders lieten Vallejo vrij. Zijn ranch was geplunderd door de Amerikanen. Toch steunde Vallejo de Amerikanen in de Mexicaans-Amerikaanse Oorlog van 1846–1848.
Als een van acht Californio's werd Vallejo in 1848 gekozen om deel te nemen aan de grondwettelijke conventie van Californië. Vervolgens zetelde hij drie termijnen lang in de nieuwe Senaat van Californië.
In zijn latere jaren verdedigde hij, met succes, zijn eigendomsrechten in Californië, en schreef hij een meerdelige geschiedenis van Californië.

## Nalatenschap
De stad Vallejo in Californië werd opgericht door zijn schoonzoon en werd naar generaal Vallejo vernoemd. De nabijgelegen stad Benicia werd naar zijn echtgenote Francisca Benicia Carillo vernoemd. Ook de USS Mariano G. Vallejo (SSBN-658) verwijst naar generaal Vallejo. Zijn ranch, de Rancho Petaluma Adobe, is erkend als staatspark en National Historic Landmark.